# نامه پوششی

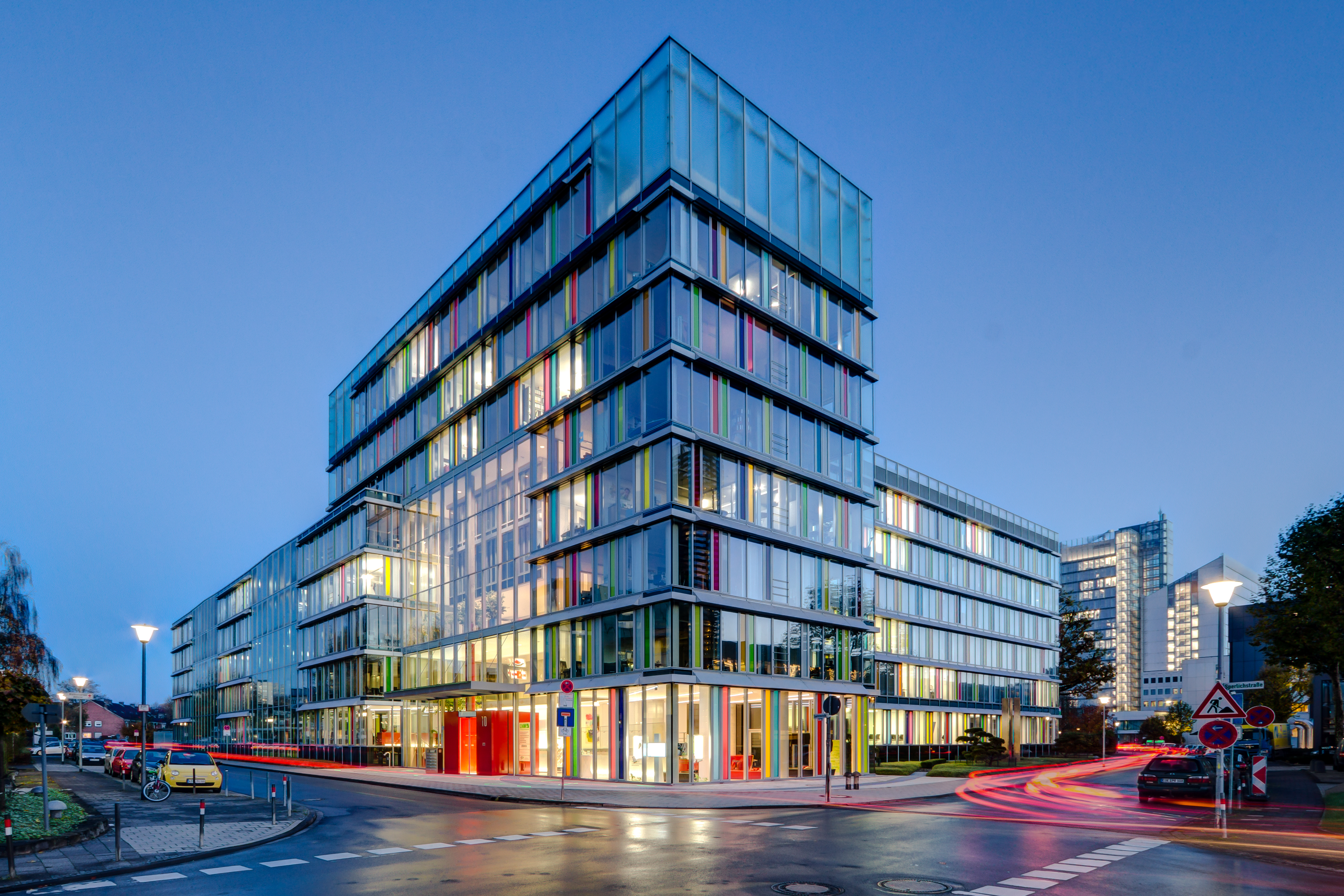
ساختمان اداری یک شرکت مدرن در نورد راین وستفالیا، آلمان

نامه پوششی یا کاور لتر (به انگلیسی: Cover Letter) یک نامهٔ معرفی است که به پیوست یا همراه مدرک دیگری همچون کارنامک (رزومه) ارائه می‌شود. جویندگان کار معمولاً به‌منظور معرفی خودشان به کارفرمایان بالقوه و شرح مناسب بودنشان برای شغل مورد نظر، یک نامه پوششی را نیز همراه با کارنامک خود ارائه می‌کنند.